# تاپکون
تاپکون (انگلیسی: Topcon) شرکت الکترونیک ژاپنی است، که در سال ۱۹۳۲ تأسیس شد.